# Sätertjärnen (Norra Ny socken, Värmland)
Sätertjärnen är en sjö i Torsby kommun i Värmland och ingår i Göta älvs huvudavrinningsområde. Sätertjärnen ligger i Åskakskölen Natura 2000-område.